# 4012 Ґебалле
4012 Ґебалле (4012 Geballe) — астероїд головного поясу, відкритий 7 листопада 1978 року.
Тіссеранів параметр щодо Юпітера — 3,608.